# George Parker (7e comte de Macclesfield)
Pour les articles homonymes, voir George Parker.
George Loveden William Henry Parker, 7e comte de Macclesfield (24 mai 1888 - 20 septembre 1975), de Shirburn Castle, Oxfordshire, est un pair et propriétaire foncier britannique. Il est parmi les derniers à servir simultanément comme Lord-lieutenant d'un comté anglais et comme président de son conseil de comté.

## Biographie
Né le 24 mai 1888, George Parker est le seul enfant du vicomte Parker (l'héritier de Thomas Parker (6e comte de Macclesfield)), de son mariage avec Carine Agnes, la fille de Pryse Loveden, de Gogerddan, Cardiganshire. Son père est mort en 1895.
Le 24 juillet 1896, à l'âge de huit ans, Parker succède à son grand-père en tant que comte de Macclesfield, titre qu'il détient pendant soixante-dix-neuf ans. L'année suivante, sa mère épouse en secondes noces le capitaine LW Matthews, des 5th Dragoon Guards, fournissant au jeune comte un beau-père.
En 1909, Macclesfield épouse Lilian Joanna Vere Boyle, la fille du major Charles Boyle, de Great Milton, Oxfordshire. Ils ont trois fils, le mariage dure jusqu'à la mort de sa femme en 1974,,.
Alors que la vie publique de son grand-père a été principalement dans les affaires nationales, Macclesfield est plus préoccupé par celles de son comté natal. Il devient juge de paix pour l'Oxfordshire en 1911, est élu au conseil du comté d'Oxfordshire, dont il estprésident de 1937 à 1970, est nommé lieutenant adjoint en 1935 et est Lord Lieutenant of Oxfordshire de 1954 à 1963 .
Il meurt le 20 septembre 1975 et est remplacé par son fils, le vicomte Parker.